# Jan Hamer & Co
Jan Hamer & Co war ein niederländischer Hersteller von Aufzügen und Treppenliften mit Sitz in Amsterdam.

## Geschichte
Jan Hamer (1861–1919) gründete 1886 in Zutphen ein technisches Handelsbüro unter dem Namen Jan Hamer & Co. 1889 wurde Willem Eising Mulder sein Compagnon und beerbte Jan Hamer, der am 11. Oktober 1919 verstarb. 1920 fusionierte Jan Hamer & Co mit der Eisengießerei Vulcanus aus Vaassen. In dieser Phase der Zusammenarbeit wurde auch der Lift im Paleis Noordeinde in Den Haag eingebaut. 1948 beendeten beide Betriebe die Zusammenarbeit und die Liftfabriek Jan Hamer & Co zog nach Amsterdam in die Oostergasfabriek. Zu dieser Zeit verwendete man ausschließlich Holz zum Bau der Lifte. In den 1980er Jahren wurde das Unternehmen von OTIS übernommen. Im gleichen Jahr übernahm OTIS auch die Maschinenfabrik Brinkman, die 1904 den ersten Treppenlift der Niederlande entwickelt hatte. Die beiden niederländischen Unternehmen wurden unter dem Namen Liftenfabriek Brinkman Jan Hamer vereint und spezialisierten sich auf die Produktion von Treppenliften.
1996 wurde das Unternehmen wieder eigenständig und erhielt 1997 den neuen Namen Freelift B.V. Ende 2007 wurde Freelift Teil der Handicare Group.